# Хлусово (станция)
Хлу́сово (бел. Хлусава) — станция Белорусской железной дороги. Расположена в границах сельского населённого пункта Хлусово Оршанского района Витебской области. Открыта в 1948 году на Минской железной дороге.

## Описание
Железнодорожная станция Оршанской дистанции пути Минского отделения Белорусской железной дороги. Расположена в Белоруссии, на территории Высоковского сельсовета Оршанского района Витебской области — в селе Хлусово. В одном километре от станции проходит международная автомагистраль Е95. Рядом протекает река Оршица.
Путевое развитие — 5 путей различного назначения, один из которых тупиковый. Имеются две низкие (береговые) пассажирские платформы, соединённые между собой низкими пешеходными переходами, здание железнодорожного вокзала с кассами и залом ожидания.
Рядом с вокзалом расположена тяговая подстанция ЭЧЭ-71 «Хлусово». К подстанции подходят две линии напряжением по 110 кВ. Силовые трансформаторы понижают его до 25 кВ и через открытое распределительное устройство напряжение подаётся в контактную сеть и линии ДПР (два провода рельс) для электроснабжения электроподвижного состава, питания устройств СЦБ (сигнализации, централизации и блокировки) и иных нетяговых потребителей магистрали. Название по классификации Минэнерго — ПС 110/2х25 кВ «Хлусово-тяговая».

## Пассажирское движение
На станции имеют остановку все пригородные поезда, следующие на Осиновку и Оршу-Центральную. Пассажирские поезда дальнего следования здесь остановки не имеют.